# Chysis limminghei
Chysis limminghei är en orkidéart som beskrevs av Jean Jules Linden och Heinrich Gustav Reichenbach. Chysis limminghei ingår i släktet Chysis och familjen orkidéer. Inga underarter finns listade i Catalogue of Life.